# Valeri Borzov
Valeri Borzov (en rus: Валерий Борзов; en ucraïnès: Валерій Борзов) (Sambir, Unió Soviètica 1949) és un atleta ucraïnès, ja retirat, que va competir sota bandera de la Unió Soviètica durant la dècada de 1970. Durant la seva carrera esportiva guanyà cinc medalles olímpiques. En finalitzar la seva etapa com a especialista en curses de velocitat entrà en el món de la política.

## Biografia
Va néixer el 20 d'octubre de 1949 a la ciutat de Sambir, població que en aquells momenets formava part de la República Socialista Soviètica d'Ucraïna (Unió Soviètica) i que avui dia forma part d'Ucraïna.
Es casà amb al gimnasta i medallista olímpica Liudmila Turíxtxeva.

## Carrera esportiva
Va iniciar la seva activitat esportiva el 1968, aconseguint l'any 1969 el seu primer títol europeu en els 100 metres llisos en el Campionat d'Europa d'atletisme realitzat a Atenes (Grècia). Aquell mateix establí un nou rècord d'Europa d'aquesta distància aturant el cronòmetre manual en 10.0 segons. Posteriorment en el Campionat d'Europa de 1971 realitzats a Hèlsinki aconseguí guanyar el títol europeu tant en els 100 m. com en els 200 metres llisos.
Va participar en els Jocs Olímpics d'Estiu de 1972 realitzats a Múnic (Alemanya Occidental), on va aconseguir la medalla d'or en les proves dels 100 m. i 200 metres llisos, esdevenint el primer i únic, fins al moment, europeu en aconseguir aquest doble èxit. En aquests mateixos Jocs aconseguí guanyar, així mateix, la medalla de plata en els relleus 4x100 metres, quedant per darrere de l'equip nord-americà, que establí un nou rècord del món en aquesta competició.
Després de l'èxit aconseguit a Múnic decidí descansar la temporada de 1973, retornant a la competició en el Campionat d'Europa de 1974 realitzat a Roma (Itàlia), on aconseguí novament guanyar la medalla d'or en els 100 i 200 metres llisos.
Va participar en els Jocs Olímpics d'Estiu de 1976 realitzats a Mont-real (Canadà), on partí com a fovorit per tornar a guanyar els títols olímpics en els 100 metres llisos, si bé finalment guanyà la medalla de bronze en aquesta prova. Sense participació en els 200 metres llisos va guanyar una nova medalla de bronze en els relleus 4x100 metres, just per darrere dels Estats Units i la República Democràtica Alemanya (RDA).
A partir d'aquell moment no va tenir èxit en les competicions en les quals participà, quedant vuitè en els 100 metres del Campionat d'Europa de 1978 realitzats a Praga (Txecoslovàquia), motiu pel qual decidí retirar-se de la competició activa l'any 1979.
Entre 1990 i 1998 fou nomenat president del Comitè Olímpic d'Ucraïna, sent el primer president d'aquest comitè, i membre del Comitè Olímpic Internacional des de 1994.

## Carrera política
L'any 1991 fou nomenat Ministre de Joventut i Esports, càrrec que ocupà fins al 1997. Des de 1998 fins al 2006 fou membre del Parlament d'Ucraïna pel Moviment Popular d'Ucraïna (1998), pel Partit Reformes i Ordre (1998-1999), per la Unió Panucraïnesa "Pàtria" (1999-2001) i finalment pel Partit Socialdemòcrata d'Ucraïna (unit) (2001-2006).